# المسجل في التصميم المنطقي
يحوي المسجل (Register) في التصميم المنطقي على ثلاثة أمور تتلخص في الاستدارة الاستدارة (Rotate) والتحول (Shift).

## الشكل العام للمسجل
( A7 | A6 | A5 | A4 | A3 | A2 | A1 | A0 )
حيث يعد هذا الشكل العام للمسجل (Register).

## محتويات المسجل في التصميم المنطقي
```
سجل التحول (Shift Register) :
```

أول العمليات التي تتم على المسجل (Register) هي عملية التحول (Shift) وهذه العملية ليست إلا عملية إزاحة لقيم المسجل (Register) وبعد عملية الإزاحة إلى جهة كانت اليمن أو اليسار سوف تطرد آخر قيمة في المسجل (Register) خارج المسجل (Register) وتحل محلها القيمة التي قبلها وتحل محل القيمة القبل الأخيرة القيمة الني قبلها إلى أن نصل إلى أول خانة في المسجل (Register) وقد أصبحت خالية من القيم ونضع القيمة (0).

## تدوير السجل أو المسجل (Rotate Register)
هي العملية الثانية التي تتم على المسجل (Register) ولا تختلف عن عملية التحول (Shift) إلا أن القيمة الموجودة في الخانة الأخيرة والتي كنا نلغيها في عملية التحول (Shift) لن نقوم بإلغائها هنا بل سوف تصبح القيمة الأولى في المسجل (Register).